# Костинское общество
Костинское общество — сельское общество, входившее в состав Авдеевской волости Пудожского уезда Олонецкой губернии.

## Общие сведения
Волостное правление находилось в селении Авдеевская.
В настоящее время территория общества относится к Авдеевскому сельскому поселению Пудожского района Республики Карелия.

## Населённые пункты
Согласно «Спискам населённых мест Олонецкой губернии» по переписям 1873 и 1905 годов общество состояло из следующих населённых пунктов:
| № | Населённый пункт               | Расстояние до волостного правления в верстах | Количество семей | Всего жителей (1905) | Всего жителей (1873) |
| - | ------------------------------ | -------------------------------------------- | ---------------- | -------------------- | -------------------- |
| 1 | Харинская                      | 25                                           | 20               | 144                  | 81                   |
| 2 | Креж Правосудов (Крежевская)   | -                                            | 23               | 152                  | 79                   |
| 3 | Костинская (Песчанский приход) | -                                            | 67               | 391                  | 255                  |
| 4 | Кононовская (Конновская)       | 26                                           | 21               | 140                  | 115                  |
| 5 | Сиверская                      | 27                                           | 44               | 285                  | 196                  |
| 6 | Ялганд сельга                  | 33                                           | 15               | 112                  | 54                   |
| 7 | Падунская                      | 15                                           | 1                | 10                   | 6                    |

## Население
- Крестьянское — 1215 человек
- Некрестьянское — 19 человек
- Всего — 1234 человека